# Jyoti Amge
Jyoti Amge, v hindštině ज्योति आम्गे (* 16. února 1993 Nágpur, Maháráštra) je indická herečka známá především jako nejmenší žijící žena na světě podle Guinnessovy knihy rekordů.
V den jejích 18. narozenin, 1. února 2011, byla Jyoti Amge s výškou 62,8 cm (2 stopy 0,6 palce) oficiálně uznána nejmenší ženou na světě v Guinnessově knize rekordů. Její výška je omezena v důsledku abnormality růstu zvané achondroplázie.
O Amge byl v roce 2009 uveden dokumentární pořad s názvem Body Shock: Two Foot Tall Teen. Byla také hostem v indické televizní show Bigg Boss 6. Dne 13. srpna 2014, byla obsazena ve čtvrté řadě American Horror Story: Freak Show jako Ma Petite.
V roce 2012, se setkala s nejmenším mužem na světě, Chandra Bahadurem Dangim z Nepálu. Dvojice spolu pózovala pro 57. vydání Guinnessovy knihy rekordů 2013.

## Filmografie
| Rok       | Titul                             | Role      | Poznámky                     |
| --------- | --------------------------------- | --------- | ---------------------------- |
| 2009      | Body Shock                        | Sama sebe | Epizoda – Two feet high teen |
| 2012–2013 | Bigg Boss 6                       | Sama sebe | Hostující                    |
| 2014–2015 | American Horror Story: Freak Show | Ma Petite | 12 epizod                    |